# Décès en juillet 1989
Décès
- 1985
- 1986
- 1987
- 1988
- 1989
- 1990
- 1991
- 1992
- 1993

Pour une information complémentaire, voir la page d'aide.

| Date       | Nom                  | Activités                                                                                 | Âge | Source |
| ---------- | -------------------- | ----------------------------------------------------------------------------------------- | --- | ------ |
| 1 juillet  | William Ching        | acteur américain                                                                          | 75  |        |
| 2 juillet  | Andreï Gromyko       | homme d'État soviétique                                                                   | 79  |        |
| 2 juillet  | Ben Wright           | acteur britannique                                                                        | 74  |        |
| 3 juillet  | Jim Backus           | acteur et scénariste américain                                                            | 76  |        |
| 4 juillet  | Mohand Cherif Sahli  | historien, écrivain et homme politique algérien                                           | 82  |        |
| 5 juillet  | Ernesto Halffter     | compositeur et chef d'orchestre espagnol                                                  | 84  |        |
| 6 juillet  | János Kádár          | homme d'État hongrois                                                                     | 77  |        |
| 6 juillet  | Jean Bouise          | comédien français                                                                         | 60  |        |
| 7 juillet  | Iroda Aliyeva        | actrice soviétique puis ouzbèke.                                                          | 59  | (uz)   |
| 10 juillet | Mel Blanc            | acteur naméricain                                                                         | 81  |        |
| 10 juillet | Jean-Michel Charlier | scénariste belge de bande dessinée et producteur de télévision                            | 64  |        |
| 10 juillet | Tommy Trinder        | comédien et comique britannique                                                           | 80  |        |
| 11 juillet | Sir Laurence Olivier | acteur anglais                                                                            | 82  |        |
| 13 juillet | Guillaume Le Boëdec  | footballeur français                                                                      | 59  |        |
| 16 juillet | Herbert von Karajan  | chef d'orchestre allemand                                                                 | 81  |        |
| 20 juillet | Mercy Hunter         | Artiste, calligraphe et enseignante nord-irlandaise                                       | 79  |        |
| 21 juillet | Jean Urvoy           | peintre, graveur, illustrateur, écrivain et instituteur français                          | 90  |        |
| 31 juillet | Michael Harrington   | homme politique, écrivain, professeur de science politique et chroniqueur radio américain | 61  | (en)   |